# شقاء (السبرة)

تعديل مصدري - تعديل

شقاء محلة تابعة لقرية الحجرية، التابعة لعزلة بني عاطف بمديرية السبرة إحدى مديريات محافظة إب في الجمهورية اليمنية.، بلغ تعداد سكانها 193 حسب تعداد اليمن لعام 2004.